# Хорнфишер, Курт
Курт Хорнфишер (нем. Kurt Hornfischer; 1 февраля 1910, Гера, Германия — 18 января 1958, Нюрнберг, ФРГ) — немецкий борец греко-римского и вольного стилей, бронзовый призёр Олимпийских игр, трёхкратный чемпион Европы, пятикратный чемпион Германии (1933—1935, 1939, 1942) по греко-римской борьбе, чемпион Европы, семикратный чемпион Германии (1935—1938, 1940—1942) по вольной борьбе   

## Биография
В 1920-e годы выступал за немецкое общество рабочих-спортсменов, и уже в 1926 году, в 16-летнем возрасте, победил на первенстве общества. Успех повторил в 1927 и 1928 годах, а в 1931 году победил на Олимпиаде рабочих в Вене. В 1932 году Хорнфишер присоединился к клубу SC Nürnberg. 
В 1932 году стал серебряным призёром чемпионата Германии по греко-римской борьбе, а в следующем году в первый раз завоевал титул чемпиона Германии и до 1935 года его подтверждал. В 1935 году впервые завоевал этот титул и в вольной борьбе. В 1936 году подтвердил звание сильнейшего в Германии в вольной борьбе, а в греко-римской остался вторым. В 1933—1935 годах был непобедим на чемпионатах Европы по греко-римской борьбе; к трём золотым наградам добавил ещё одно «серебро» чемпионата Европы по вольной борьбе. 
На Летних Олимпийских играх 1936 года в Берлине боролся в весовой категории свыше 87 килограммов (тяжёлый вес). По регламенту турнира борец получал в схватках штрафные баллы. Набравший 5 штрафных баллов спортсмен выбывал из турнира. В тяжёлом весе борьбу вели 14 борцов. Хорнфишер выступал с тяжёлой травмой локтя, от которой страдал около полугода до начала игр. 
Курт Хорнфишер не проиграв ни одной встречи, дошёл до финала, но там проиграл эстонцу Кристиану Палусалу. Более того, поражение со счётом 0-3 принесло три штрафных балла, что вместе с имеющимися двумя, означало выбытие из турнира и бронзовую медаль (поражение со счётом 1-2 принесло бы два штрафных балла, что позволило бы Хорнфишеру участвовать в схватке за серебряную медаль с Джоном Нюманом) 
| Выступление на Олимпийских играх 1936 года | Выступление на Олимпийских играх 1936 года | Выступление на Олимпийских играх 1936 года | Выступление на Олимпийских играх 1936 года | Выступление на Олимпийских играх 1936 года | Выступление на Олимпийских играх 1936 года | Выступление на Олимпийских играх 1936 года |
| Круг                                       | Соперник                                   | Страна                                     | Результат                                  | Баллы                                      | Всего баллов                               | Время схватки                              |
| ------------------------------------------ | ------------------------------------------ | ------------------------------------------ | ------------------------------------------ | ------------------------------------------ | ------------------------------------------ | ------------------------------------------ |
| 1                                          | Стеван Надь                                | Югославия                                  | Победа Туше                                | 0                                          | 0                                          | 3:53                                       |
| 2                                          | Йозеф Клапух                               | Чехословакия                               | Победа По очкам                            | 3-0 -1                                     | -1                                         |                                            |
| 3                                          | Альберт Цвейнекс                           | Латвия                                     | Победа По очкам                            | 3-0 -1                                     | -2                                         |                                            |
| 4                                          | Алеардо Донати                             | Италия                                     | Победа Туше                                | 0                                          | -2                                         | 1:07                                       |
| 5                                          | Кристиан Палусалу                          | Эстония                                    | Поражение По очкам                         | 0-3 -3                                     | -5                                         |                                            |

В 1936 году вновь был вторым на чемпионате Германии по греко-римской борьбе и вновь первенствовал в вольной. В 1937 ситуация повторилась, но в этом году Хорнфишер стал ещё и чемпионом Европы по вольной борьбе. В 1938 и 1942 годах был чемпионом Германии как по вольной, так и по греко-римской борьбе; в 1939 только по греко-римской, в 1940 и 1941 только по вольной борьбе.  
Во время войны был шесть раз ранен, в том числе тяжело, и после войны был ограничен в физической активности. Работал муниципальным служащим. 18 января 1958 года умер во время хирургической операции, которая требовалась ему в связи с ранениями, полученными во время войны 